# El rey de La Habana
El rey de La Habana es una coproducción española-dominicana del 2015, dirigida por Agustí Villaronga e interpretada por Maikol David, Yordanka Ariosa y Héctor Medina.
Se basa en la irreverente novela homónima escrita por Pedro Juan Gutiérrez en 1999. Al igual que en la obra literaria, la película tiene lugar íntegramente en La Habana, Cuba.

## Argumento
Tras fugarse de una correccional de Cuba, Reinaldo trata de sobrevivir en las calles de La Habana. Esperanzas, desencantos, ron, buen humor y sobre todo hambre lo acompañan en su deambular, hasta que conoce a Magda y Yunisleidy, que son supervivientes como él. Entre los brazos de una y otra, intentará evadirse de la miseria, la pasión, la ternura y el sexo más desvergonzado al estilo propio del Realismo sucio.
La trama se remonta en los años 90 donde estuvo vigente el llamado “Periodo Especial” en Cuba. Años de miseria y sacrificio en el país. Reinaldo como protagonista se alterna entre los dos hogares que difieren uno del otro. Tanto Magda como Yunisleidy intentan otorgarle lo mejor que tiene cada una.
Reinaldo de igual manera intenta ganarse la vida a su forma sin tener éxito, por lo que se deja llevar por las facilidades del robo, la mentira y los negocios que otorgan dinero fácil, adentrándose en el mundo de las drogas y la prostitución.
Su manera independiente le facilita sobrevivir pero situaciones de desesperanza y miseria lo obligan a dejarse llevar por su instinto de supervivencia y cometer actos despiadados.

## Reparto
- Maikol David Tórtola: Reinaldo, El Rey de La Habana
- Yordanka Ariosa: Magda
- Héctor Medina: Yunisleidi
- Jean Luis Burgos: Nelson
- Lia Chapman: Daysi
- Chanel Terrero: Yamilé
- Jonathan Alonso: Cheo
- Celina Toribio: Camarera
- Jazz Vilá: Raulito
- Ileana Wilson: Fredesbinda

## Premios y reconocimientos
- Yordanka Ariosa recibió la Concha de Plata a la mejor actriz en la edición 63 del Festival de Cine de San Sebastián.[2][3]